# Бей-Ридж-авеню (линия Четвёртой авеню, Би-эм-ти)
|   |   |   |   |
| · | · | · | · |

|   |   |   |   |
| · | · | · | · |

«Бей-Ридж-авеню» (англ. Bay Ridge Avenue) — станция Нью-Йоркского метрополитена, расположенная на линии Четвёртой авеню, Би-эм-ти. Станция находится в Бруклине, в округе Бей-Ридж, на пересечении Бей-Ридж авеню с 4-й авеню. На станции останавливается маршрут R (круглосуточно).
Станция расположена на двухпутном участке линии и представляет собой две боковые платформы. Под путём в сторону Bay Ridge имеется тоннель для дополнительного пути. Станция была реконструирована в конце 1970-х годов. В ходе этой реконструкции были удлинены платформы, проведены косметические работы. Колонны на платформе имеет только западная (в сторону Bay Ridge) платформа. Станция отделана мозаикой, колонны покрашены в синий цвет.
Станция имеет два выхода. Первый (основной) представлен мезонином над платформами, куда с последних ведёт по одной лестнице. В мезонине расположены турникеты. Благодаря такому размещению есть возможность бесплатного перехода между платформами. Этот выход приводит к южным углам перекрёстка Бей-Ридж авеню с 4-й авеню. Второй выход (изображён на фото) имеет только западная платформа. Здесь выход, в отличие от главного, представлен только турникетами, расположенными на уровне платформ, и лестницей, которая ведёт к перекрёстку 68-й улицы с 4-й авеню.
В октябре 2017 года на станции был завершён шестимесячный ремонт, в ходе которого были установлены стойки для зарядки телефонов, дигитальные дисплеи с информацией о поездах и автобусах и камеры наблюдения у турникетов.

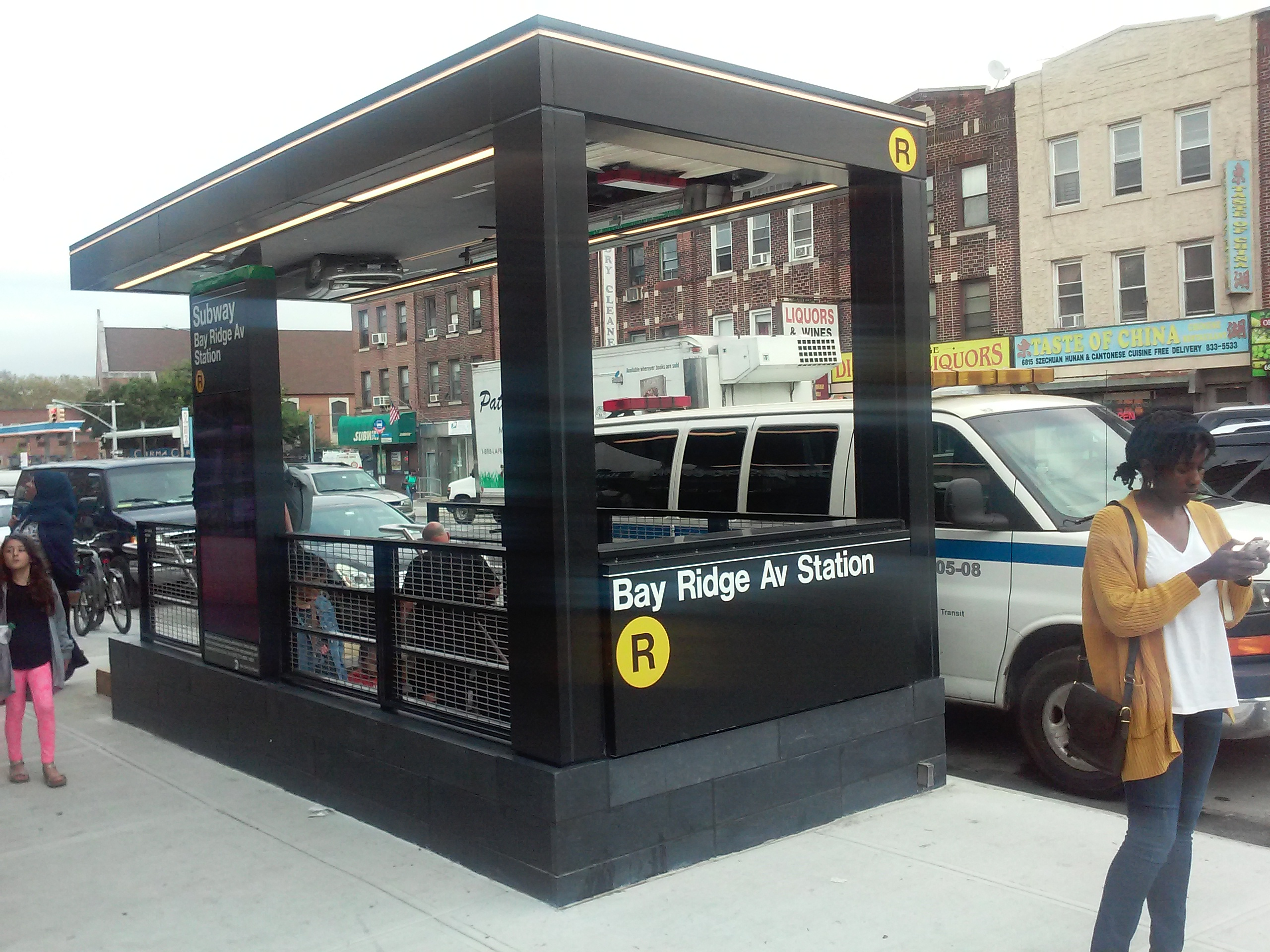
Обновлённый вход на станцию
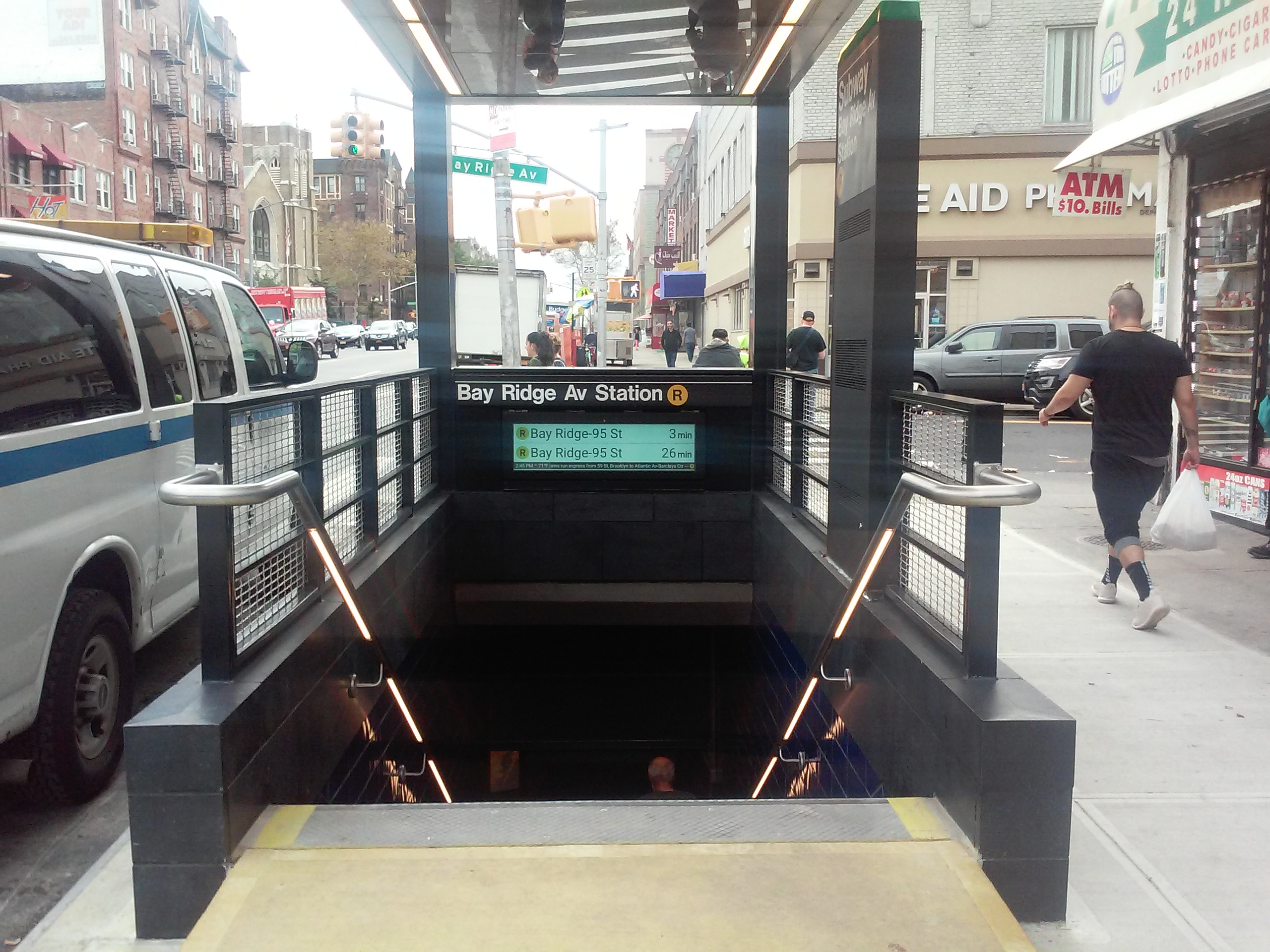
Вход на станцию
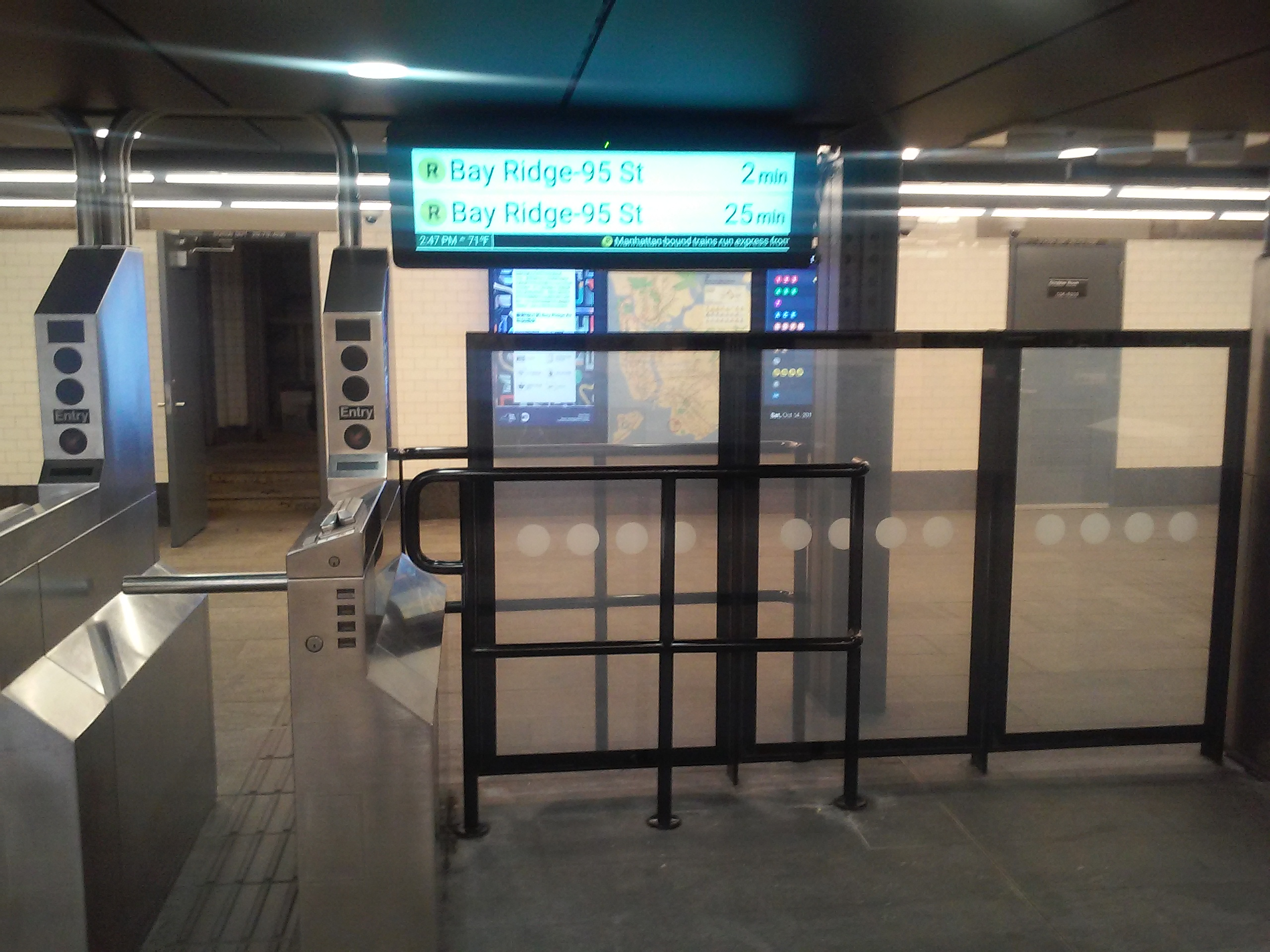
Интерьер мезонина
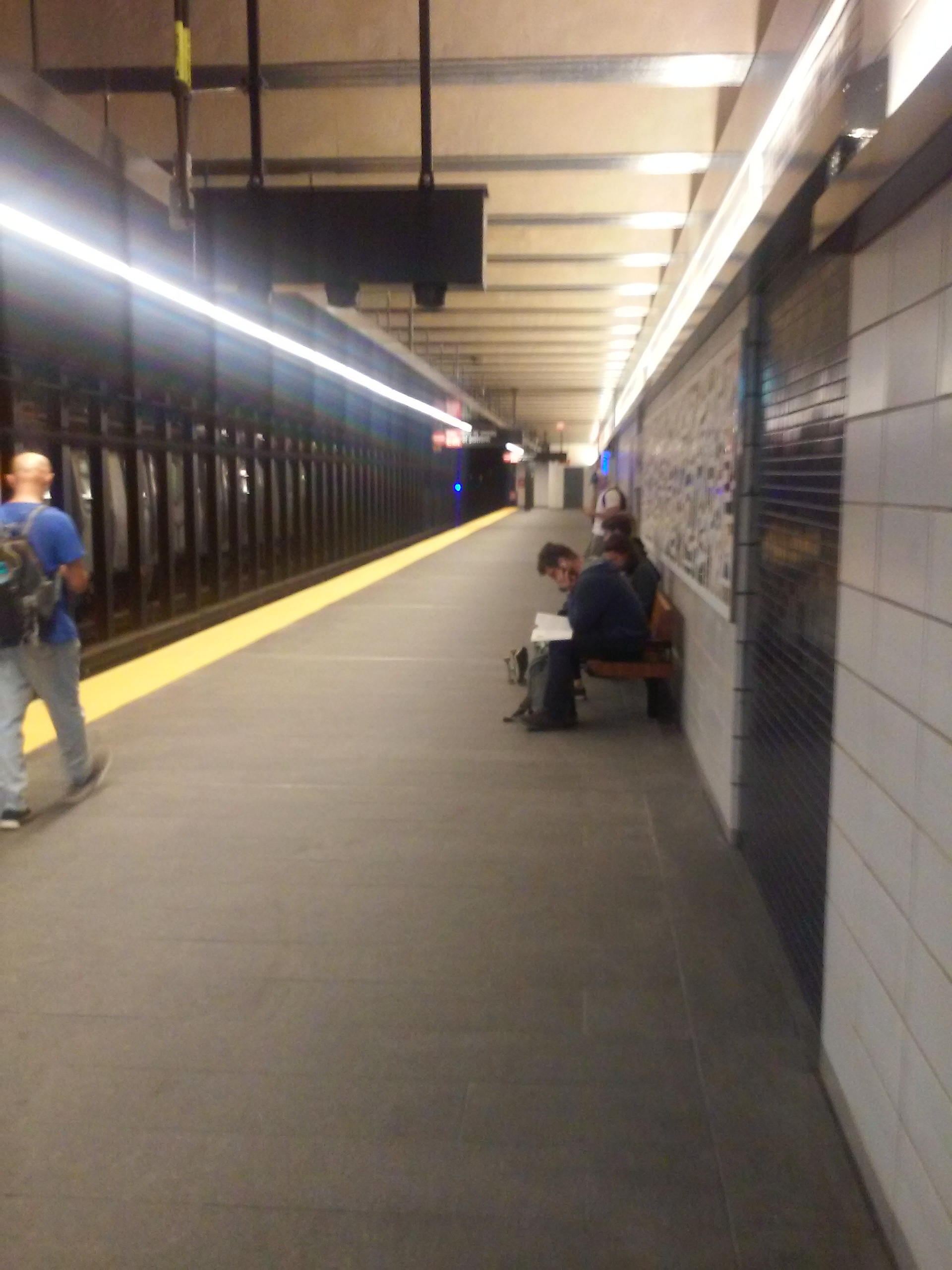
Платформа северного направления
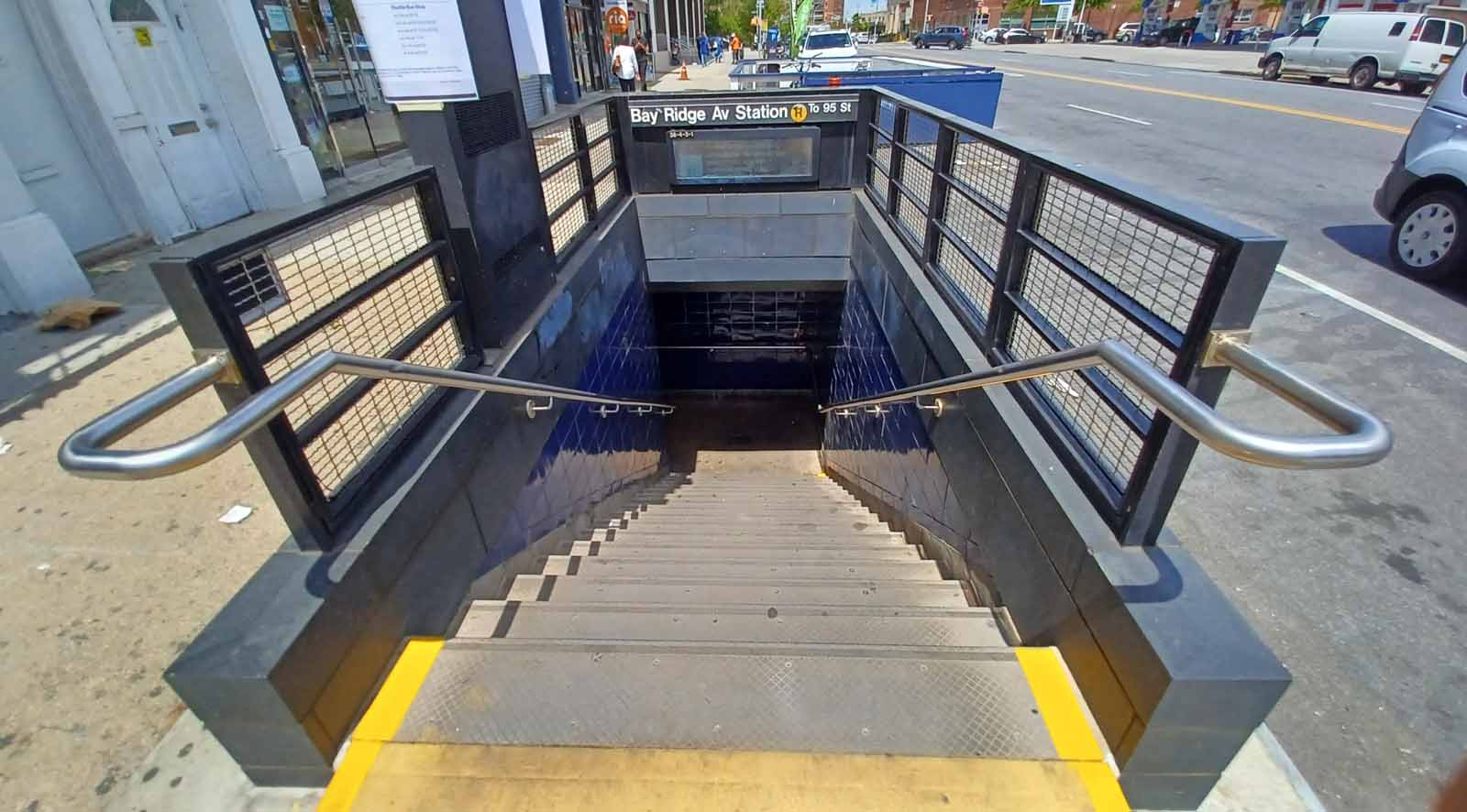
Северный вход на станцию